# Tomasz Różycki
Tomasz Różycki, né le 29 mai 1970 à Opole (Pologne) est un poète, essayiste et traducteur polonais. 

## Biographie
Tomasz Różycki a fait des études de lettres françaises (philologie romane) à l'université Jagellonne. Il a ensuite été enseignant au collège de formation des maîtres de langues étrangères (NKJO) d'Opole.
En 2023, il reçoit le Prix Grand Continent pour son livre Les Voleurs d’ampoule, qui, d'après Giuliano da Empoli, membre du Jury du Prix, « ne raconte au fond pas grand-chose, la journée d’un garçon dans une barre d’immeubles de la Varsovie communiste, envoyé par ses parents, qui ont récupéré un sac de grains de café, pour trouver une machine à moudre. Cette histoire qui n’en est pas une fait émerger tout un monde. C’est farfelu, très émouvant, ça nous plonge dans ce monde. Et nous l’avons récompensé pour le plaisir un peu égoïste de pouvoir le lire en entier ». 
Lors de son discours de réception du Prix, Tomasz Różycki déclare « Aujourd’hui, j’ai reçu des questions de la part de lecteurs qui me demandaient si cet immeuble se trouvait dans tel ou tel lieu, car ils croyaient y reconnaître leurs propres fenêtres, leurs propres vies. Ce n’est pas seulement le destin des Polonais que je raconte, c’est le destin de toute l’Europe post-soviétique, celui de millions de personnes. Quand je regarde vers l’Est, je vois de nouveau un peuple qui lutte pour cette dignité de l’homme, pour la liberté, contre un despotisme russe – aujourd’hui encore –, et qui, en faisant cela, est le peuple le plus européen qui soit. C’est un peuple qui meurt pour nos valeurs.  Je pense bien sûr à l’Ukraine, où Słowacki était d’ailleurs né ».

## Prix
- Récompensé par le Prix littéraire de la fondation Kościelski pour son long poème Dwanaście stacji (« Les douze stations »)[4].
- Prix Grand Continent 2023 pour Złodzieje żarówek (Les Voleurs d'ampoules), Czarne, 2023[3].

### Sur Tomasz Różycki
- Paweł Próchniak, Zamiar ze słów (szkice, notatki), Pasaże, 2011  (ISBN 978-83-927752-5-6)